# Tibor Klampár
Tibor Klampár est un pongiste hongrois né le 30 avril 1953 à Budapest.
Il a gagné sa première victoire internationale en Suède à l'âge de 17 ans. Il était capable de frapper la balle au rebond grâce à son temps de réaction très court. Il était en avance sur son temps et a influencé le développement technique du tennis de table.
Il a été le premier à utiliser la colle rapide pour accélérer la vitesse des échanges. Il se cachait dans les toilettes pour coller ses revêtements avant les compétitions. L'utilisation de la colle avec solvants (à présent interdite) a contribué à faire évoluer le tennis de table dans les années 1970, en particulier en mettant fin à la suprématie chinoise de l'époque. Cependant, il n'a pas développé ses services et ses remises, et son manque de discipline et de condition physique ne lui ont pas permis d'étoffer son palmarès.
Il gagne le Coupe du monde de tennis de table en 1981.  Auparavant, il avait été champion du monde en double en 1971 avec István Jonyer, vice-champion du monde en double en 1979 (avec le même partenaire) et champion du monde par équipe la même année.
Il a été 25 fois champion de Hongrie entre 1969 et 1985, dont 9 fois en simple et 16 fois en double.